# Première circonscription de Sayint
La première circonscription de Sayint est une des 135 circonscriptions législatives de l'État fédéré Amhara, elle se situe dans la Zone Sud Wollo. Son représentant actuel est Moges Tadesse Alemu.